# Okręg miejski Mfantseman
Okręg miejski Mfantseman – jeden z dwudziestu dwóch okręgów w Regionie Centralnym, w Ghanie. Według spisu w 2021 roku liczy 168,9 tys. mieszkańców. Jego stolicą jest Saltpond i największym miastem Mankessim. Inne większa miasta obejmują: Anomabu, Kormantse, Biriwa i Yamoransa. 

## Gospodarka
Według spisu w 2010 roku, 64,9% populacji mieszkało w miastach i 35,1% na wioskach. Pracownicy usług i sprzedaży stanowią główną grupę zawodową (27,3%), następnie byli zatrudnieni w rolnictwie, leśnictwie lub rybołówstwie (26,6%) i rzemieślnicy (22,9%).
Bogate łowiska wzdłuż wybrzeża uczyniły rybołówstwo główną działalnością w dystrykcie. Wśród uprawianych roślin znajdują się kakao, palma olejowa, ananasy, pomarańcze, babki lancetowate, kukurydza, maniok, kawa i kokosy. Hodowla obejmuje: drób, bydło, kozy, owce i świnie.

## Religia
Według spisu w 2010 roku 13% populacji to katolicy.